# Slovenskí branci
Slovenskí branci (zkratka: SB) byla neregistrovaná polovojenská organizace, která působila na Slovensku od roku 2012. Měla přibližně 200 členů. Na svém profilu na Facebooku 11. října 2022 ohlásila ukončení činnosti, důvod neuvedla.

## Historie
Organizace byla založená jako neregistrovaný tělesně-branný klub a od dubna 2016 její aktivity zastřešovalo občanské sdružení Naša vlasť je budúcnosť, které SB označovali jako své „civilní oddělení“. Organizace spolupracovala se slovenskou pobočkou Nočních vlků, ruského motorkářského klubu a neoficiálně polovojenské organizace ruské vlády.
V červenci 2018 ministr obrany Slovenska Peter Gajdoš podal podnět generální prokuratuře ve věci přezkumu zákonnosti organizace. Generální tajemník Služebního úřadu Ministerstva obrany SR Ján Hoľko označil za znepokojující zřejmou snahu krajně pravicové politické strany Kotlebovci – Ľudová strana Naše Slovensko „o ovládnutí této polovojenské organizace“.

## Politická orientace
SB se od svého vzniku prezentovali jako názorově a ideologicky neutrální branná organizace. Zdůrazňovali svoji „pronárodní orientaci“, vymezovali se vůči nacismu a fašismu a jako své inspirační zdroje uváděli ruské vojensko-vlastenecké oddíly a též tělovýchovný spolek Sokol. Podle vyjádření členů SB přibližně do poloviny roku 2012 spolupracovali s krajně pravicovým občanským sdružením Slovenské Hnutie Obrody, otevřeně sympatizující s režimem někdejšího Slovenského státu. Web Aktuality.sk upozornil na podobnost znaku SB se znakem Hitlerjugend, mládežnické organizace NSDAP.
Na slavnosti k 7. výročí vzniku sil SB 5. ledna 2019 v Trnavě vystoupil Ján Čarnogurský, bývalý disident a slovenský premiér za KDH, v politickém důchodu známý svými proruskými postoji a kritikou NATO. Ten ve svém proslovu, zveřejněném na webových stránkách SB, uvedl: „Pokud by NATO a USA zatáhly i slovenské vojáky do konfliktu proti Ruské federaci, o což se velmi snaží, Slovenské brance by nedostaly, ti by spíš stáli na druhé straně.“ Bloger Ján Benčík poukázal na vazby funkcionářů SB na krajně pravicové a proruské politické subjekty. Podle ministerstva vnitra měla skupina vazby na extremismus a extremistické subjekty.
Bývalý pracovník odboru prevence kriminality kanceláře ministra vnitra SR Daniel Milo, specializující se na trestní právo a zabývající se extremismem, v rozhovoru pro Denník N konstatoval, že SB „prosazují zájmy, které jdou proti bezpečnostním zájmům Slovenska [...] ...jejich postoje jsou v rozporu například s tím, co sa píše v oficiálních strategických dokumentech státu“.

## Organizační struktura
Organizační struktura SB sestávala z oddílů, kterých bylo v roce 2012 sedm, v roce 2015 jedenáct a v roce 2016 dvanáct. Samotná organizace na svých stránkách uvedla, že se v roce 2017 zvýšil počet jejích členů na „cca 170“.

## Reakce
Počátkem srpna 2018 ministr obrany Peter Gajdoš (SNS) oznámil změnu zákonů a předpisů, která by umožnila postihovat účast profesionálních vojáků na výcviku podobných organizací jako Slovenskí branci.
V roce 2018 natočil Jan Gebert o SB dokumentární film Až přijde válka.

## Atentát na Roberta Fica
Ve středu 15. května 2024 byl v Handlové spáchán atentát na premiéra Roberta Fica. V médiích se objevila zpráva, že pachatel atentátu, 71letý levický spisovatel Juraj Cintula, měl v minulosti kontakty s organizací Slovenskí branci. Odvolávala se na fotografii z roku 2016, na které je atentátník také zachycen. Úřadující ministr obrany Robert Kaliňák na tiskové konferenci 16. května 2024 uvedl, že atentátník Cintula se zúčastnil mítinku SB proto, aby brancům přednesl báseň a vyzval je, aby přestali používat zbraně.